# Jánuš Kubíček
Jánuš Kubíček (5. prosince 1921 Nové Hrady – 21. května 1993 Babice nad Svitavou) byl český malíř a výtvarník, představitel generace 60. let.

## Život
Pocházel z umělecké rodiny - jeho otec i strýc byli známými sochaři (Josef Kubíček a Leoš Kubíček). V roce 1924 přesídlila rodina do Brna, které se natrvalo stalo Kubíčkovým domovem a hlavním uměleckým působištěm. Po maturitě na gymnáziu v Králově Poli v roce 1941 studoval v letech 1941–1943 na brněnské Škole uměleckých řemesel. V roce 1950 byl přijat do Svazu československých výtvarných umělců.
Jeho výtvarný názor, krystalizující postupně do osobité, imaginativní abstrakce, ovlivnila výrazně rodinná sbírka děl českého moderního umění. Významné bylo jeho celoživotní přátelství s Bohumírem Matalem, s nímž a několika dalšími brněnskými výtvarníky založil roku 1957 tvůrčí skupinu Brno 57.
Dílo Jánuše Kubíčka bylo prezentováno na desítkách samostatných i společných výstav, je zastoupeno ve všech významných galerijních sbírkách v České republice včetně Národní galerie v Praze, Moravské galerie v Brně či Muzea města Brna.
Jeho manželkou byla textilní návrhářka Vlasta Kubíčková, roz. Donauerová (3. března 1927 Brno–Líšeň – 27. listopadu 2022 Brno). Jeho syn Adam Kubíček (* 1965) působil jako hráč na bicí nástroje a pečuje o uměleckou pozůstalost otce i děda.
Jánuš Kubíček zemřel po dlouhé těžké nemoci v LDN Babice nad Svitavou. Jeho hrob se nachází na Královopolském hřbitově (skupina 4c, č. 27–28).